# Samuel Clarke
Samuel Clarke (Norwich, 11 ottobre 1675 – Londra, 17 maggio 1729) è stato un filosofo inglese.
Figlio di sir Edward Clarke, studiò presso la libera scuola di Norwich e al Caius College di Cambridge. La filosofia cartesiana era il sistema di pensiero dominante all'epoca; tuttavia Clarke accettò il sistema newtoniano e contribuì alla sua diffusione pubblicando una versione latina del Traité de physique di Jacques Rohault (1620 - 1675), arricchito da un notevole apparato di note, che portò a termine prima di avere compiuto il ventiduesimo anno di età.
Clarke è forse più famoso per la sua disputa contro i deisti. Insieme a Joseph Butler sosteneva che la ragione (Clarke parla di matematica) era sufficiente a dimostrare l'esistenza di Dio e delle leggi della natura. L'opposizione di Clarke risulta timida nel tentativo di una conciliazione tra il Cristianesimo ortodosso e il deismo più moderato, in cui la ragione è il preambolo per la fede. Sostiene infatti una religione basata sull'ordine razionale e necessario della natura (a cui la stessa divinità deve obbedire), dove tuttavia la ragione non può esaurire la conoscenza di Dio. La ragione è così preambolo per la fede, per la rivelazione.
Samuel Clarke è anche autore di sermoni pubblicati col titolo Discorso sull'esistenza e sugli attributi di Dio nel 1705.

## Opere
- Samuel Clarke, A Demonstration of the Being and Attributes of God and Other Writings, edita da Ezio Vailati, Cambridge, Cambridge University Press, 1998.
- Roger Ariew (ed.) , G. W. Leibniz and Samuel Clarke: Correspondence, Indianapolis, Hackett, 2000.